# Alcis plancaria
Alcis plancaria är en fjärilsart som beskrevs av Jacob Hübner 1825. Alcis plancaria ingår i släktet Alcis och familjen mätare. Inga underarter finns listade i Catalogue of Life.